# Stig Lindström (jurist)
Stig Alexander Lindström, född 5 september 1925 i Östersund, död 20 februari 2006 i Söderhamn, var en svensk advokat och auditör.
Efter studentexamen i Östersund 1944 blev Lindström juris kandidat vid Uppsala universitet 1950. Han genomförde tingstjänstgöring vid Jämtlands östra domsaga 1950–1953, var biträdande jurist vid Örebro juridiska byrå 1953–1954 och vid Nils Otto Rolands advokatbyrå i Söderhamn 1954–1956. Han innehade egen advokatbyrå i Söderhamn från 1956 och blev ledamot av Sveriges advokatsamfund samma år. Han var vice auditör vid Hälsinge flygflottilj 1954–1980 och auditör där 1980–1990. Lindström är gravsatt på Söderhamns kyrkogård.